# Herederos de la bestia
Herederos de la bestia es una película documental de 2016 dirigida por Diego López y David Pizarro, y fue estrenada el 5 de mayo de 2017. Es la primera película dirigida por ambos directores.
Esta película es un comentario sobre la película de Álex de la Iglesia de 1995, El día de la bestia. Todo el personal involucrado (autores, protagonistas, etc.) unido a archivos fotográficos comentan aspectos tanto antes como después del estreno.
Se estrenó en el Festival de Sitges, el Zinema Zombie Fest de Colombia, el Ventana Sur de Argentina y el Masacre en Xoco de México.

## Reparto
- Jorge Guerricaechevarría
- Álex de la Iglesia
- Santiago Segura
- El Gran Wyoming
- Terele Pávez
- Quim Casas
- Ángel Sala
- Saturnino García

## Recepción
Según Javier Ocaña, del periódico El País: Una película tan creativa como 'El día de la bestia' no merecía un documental retrospectivo tan poco creativo (...) es un mustio relato de algo realmente portentoso.
Según Rosa Brosé Rodríguez, la película provocará en la audiencia un sentimiento de nostalgia y despertará más de una sonrisa. (...) El espectador revivirá este momento y otros muchos más.
Según Beatriz Martínez, de El Periódico: Un documental que no es otra cosa que una celebración del talento.

## Premios y reconocimientos
Herederos de la bestia ha ganado el Premio al Documental en el PAURA, el Festival Internacional de Cine de Terror de Valencia.